# Centrès
Centrès település Franciaországban, Aveyron megyében. Lakosainak száma 462 fő (2022. január 1.). Centrès Camboulazet, Camjac, Cassagnes-Bégonhès, Meljac, Rullac-Saint-Cirq, Sainte-Juliette-sur-Viaur és Saint-Just-sur-Viaur községekkel határos.

## Népesség
A település népessége az elmúlt években az alábbi módon változott:
| Lakosok száma | 1012 | 826  | 699  | 553  | 526  | 473  | 459  | 461  | 464  | 462  |
|               | 1968 | 1982 | 1990 | 2006 | 2013 | 2015 | 2017 | 2019 | 2020 | 2022 |